# Bernard Bailyn
Pour les articles homonymes, voir Bailyn.
Bernard Bailyn, né le 10 septembre 1922 à Hartford (Connecticut) et mort le 7 août 2020 à Belmont (Massachusetts), est un historien américain spécialiste de l'histoire coloniale des États-Unis et de la Révolution américaine. Il enseigne à l'université Harvard à partir de 1953. Il a remporté deux fois le prix Pulitzer d'histoire, en 1968 et en 1987.

## Vie privée
Bailyn est marié à Lotte Bailyn (née Lazarsfeld), professeur de management au MIT. Il est le père de l'astrophysicien à Yale Charles Bailyn et du linguiste à l'université Stony Brook John Bailyn.
Baylin meurt le 7 août 2020 des suites d'un accident cardiaque à son domicile à Belmont au Massachusetts.

## Œuvre
- The New England Merchants in the Seventeenth Century (1955)
- Massachusetts Shipping, 1697-1714 (avec Lotte Bailyn 1959)
- Education in the Forming of American Society (1960)
- The Ideological Origins of the American Revolution (1967), pour lequel il reçut le Prix Pulitzer et le prix Bancroft en 1968
- The Origins of American Politics (1968)
- The Ordeal of Thomas Hutchinson (1974), pour lequel il reçut le National Book Award en 1975
- The Peopling of British North America: An Introduction (1986)
- Voyagers to the West (1986),
- Faces of Revolution (1990)
- On the Teaching and Writing of History (1994)
- To Begin the World Anew (2003)
- Atlantic History: Concept and Contours (2005).